# Gora Urmaeva
Gora Urmaeva är ett berg i Antarktis. Det ligger i Östantarktis. Australien gör anspråk på området. Toppen på Gora Urmaeva är 373 meter över havet.
Terrängen runt Gora Urmaeva är kuperad västerut, men österut är den platt.  Trakten är obefolkad. Det finns inga samhällen i närheten.